# Wolin (sziget)
Wolin (németül Wollin) egy balti-tengeri lengyel sziget. A Szczecini-öböltől északra fekszik, Pomeránia területén, az Odera torkolatánál. Területe 265 km². Népessége 30 000 fő.

## Földrajza
A szigettől nyugatra található Usedom szigete, amelytől a Świna (németül Swine) folyó választja el, amely a Szczecini-öblöt köti össze a Balti-tengerrel.

## Közigazgatás
A sziget községei:
- Świnoujście (németül: Swinemünde) városrészei:
  - Warszów (Ostswine),
  - Ognica (Werder),
  - Przytór (Pritter),
  - Łunowo (Haferhorst) és
  - Chorzelin (Osternothhafen)
- Międzyzdroje (Misdroy)
- Wolin (Wollin)
- Międzywodzie (Heidebrink)

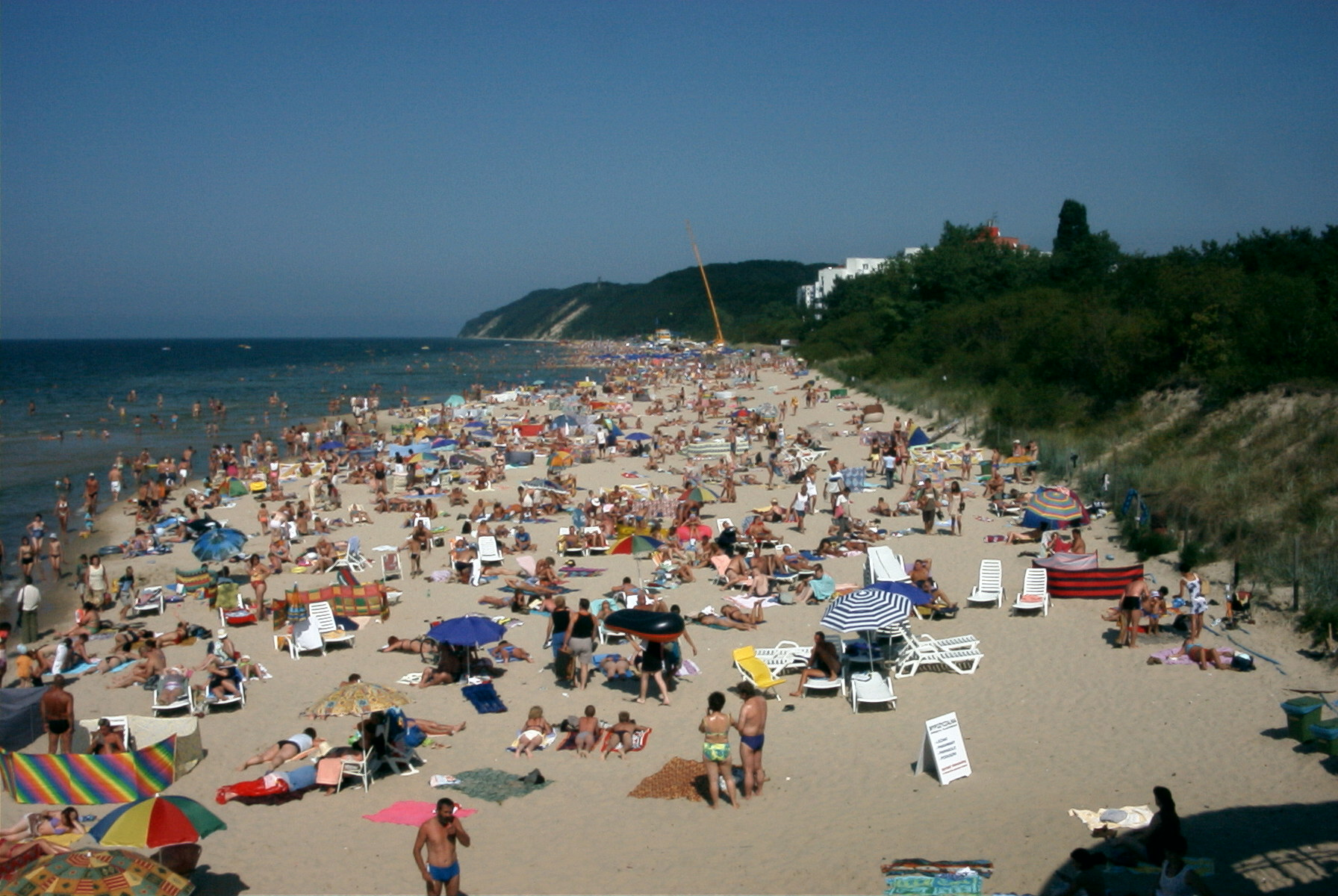
A międzyzdrojei tengerpart, hátul a Gosan hegy

- Wisełka (Neuendorf auf der Insel Wollin)
- Kołczewo (Kolzow)
- Świętoujść (Swantuss)
- Wapnica (Kalkofen)
- Kodrąb (Codram)
- Łuskowo (Lüskow)
- Warnowo (Warnow)
- Dargobądz (Dargebanz)
- Lubin (Lebbin)
- Wicko (Vietzig)
- Mokrzyca Mała (Klein Mokratz)
- Mokrzyca Wielka (Groß Mokratz)
- Darzowice (Darsewitz)
- Jarzębowo (Jarmbow)